# Pachylasma scutistriata
Pachylasma scutistriata is een zeepokkensoort uit de familie van de Pachylasmatidae. De wetenschappelijke naam van de soort is voor het eerst geldig gepubliceerd in 1922 door Broch.